# فهد العسكر الرحلة والرحيل (ثلاثية تلفزيونية)
فهد العسكر : الرحلة والرحيل ثلاثية تلفزيونية كويتية أنتج في عام 1979 ويحكي قصة الشاعر الكويتي فهد العسكر وهو من إخراج كاظم القلاف وبطولة عبد الرحمن الضويحي ومريم الصالح وعائشة إبراهيم ومحمد السريع وعبد العزيز الفهد.

## الممثلون
- عبد الرحمن الضويحي	(فهد العسكر).
- إبراهيم الصلال	(الأب).
- مريم الصالح	(الأم).
- عائشة إبراهيم	(الأخت).
- علي البريكي	(فهد العسكر (في مرحلة الشباب).
- عبد العزيز الفهد.
- محمد السريع.
- منصور المنصور.
- رجاء محمد.
- خالد العبيد.
- عبد الرحمن العقل.

## روابط إضافية
- صفحة المسلسل في قاعدة بيانات الأفلام العربية